# Càndida Bracons i Rubio
Càndida Bracons i Rubio   (Sabadell, 1954) és una artista visual catalana.

## Biografia
Càndida Bracons és nascuda a Sabadell el 1954.Artista multidisciplinaria, docent, gestora cultural, amb més de 75 exposicions col·lectives,i 35 Individuals. Ha fet residències artístiques, exposat la seva obra, i té col·leccions a diferents països: Itàlia, França, Espanya, Mèxic, Argentina, Perú, i Costa Rica.(1)
Participa en projectes educatius col·lectius, recerca artística i projectes editorials.A més del treball artístic i activitats formatives relacionades (de 1998 al 2010 va fundar i dirigir a Sabadell Estudi Obert-Escola d'Art.), Càndida Bracons ha dut a terme una extensa tasca associativa en favor de les arts, els artistes, i les relacions interculturals. Ha format part de diverses associacions i col·lectius culturals professionals. Va ser membre fundador del 111 Grup Artístic als anys noranta. Ha format part de l'Asociación Artística Goya-Aragón, l'Asociación de Artistas Plásticos de Teruel, de l'Asociación de Mujeres en las Artes de Madrid, i ha estat membre de la Plataforma Assembleària d'Artistes de Catalunya (PAAC). Actualment, és membre de la junta d'Associació d'Artistes Plàstics i Visuals de Sabadell (AAPVS).
Membre fundador de A.D.A.A.E. Asociación Euroamericana de Artistas Visuales de América y Europa, entitat nascuda amb la voluntat d'incentivar i contribuir a unir els dos continents, promovent l'esperança, la pau i la prosperitat de la humanitat a través de les obres dels artistes participants, difonent l'art i la cultura per contribuir al progrés cultural.(2)
Membre fundador i presidenta del Col·lectiu Zero Quadrat, que es va presentar formalment l'any 2003 amb una exposició a l'Acadèmia de Belles Arts de Sabadell, i el qual du a terme accions destinades a promoure la discussió i la creació artística. Inicialment format pels artistes Càndida Bracons, Joaquim Montserrat, i l'historiador de l'art Rossend Lozano, el col·lectiu Zero Quadrat acull durant la seva trajectòria persones relacionades amb el món artístic, artistes, escriptors i crítics que promouen la discussió i la creació artística.
Càndida Bracons utilitza diferents tècniques, suports o mitjans que li permeten expressar-se i experimentar, resultant en una obra estructurada en sèries que, mitjançant diversos formats visuals i pictòrics es desplegarà a partir de la creació de llibres d'artista, que serviran d'espai d'anàlisi i full de ruta per a la sèrie a desenvolupar. Entre la seva obra destaquen "L'Una de la Matinada", "l'ombra del temps", "Ferro i fusta", "Mirades blaves", "Humanes", o "Escorça. La Pell dels Arbres", exemples d'univers creatiu en constant expansió que gira principalment al voltant de tres eixos, sobre la visió i crítica del món que l'envolta, sobre la reflexió a través de la mateixa experiència i la reflexió sobre el paper que té la dona a la societat i tracte que rep.(3)